# John Winthrop den äldre

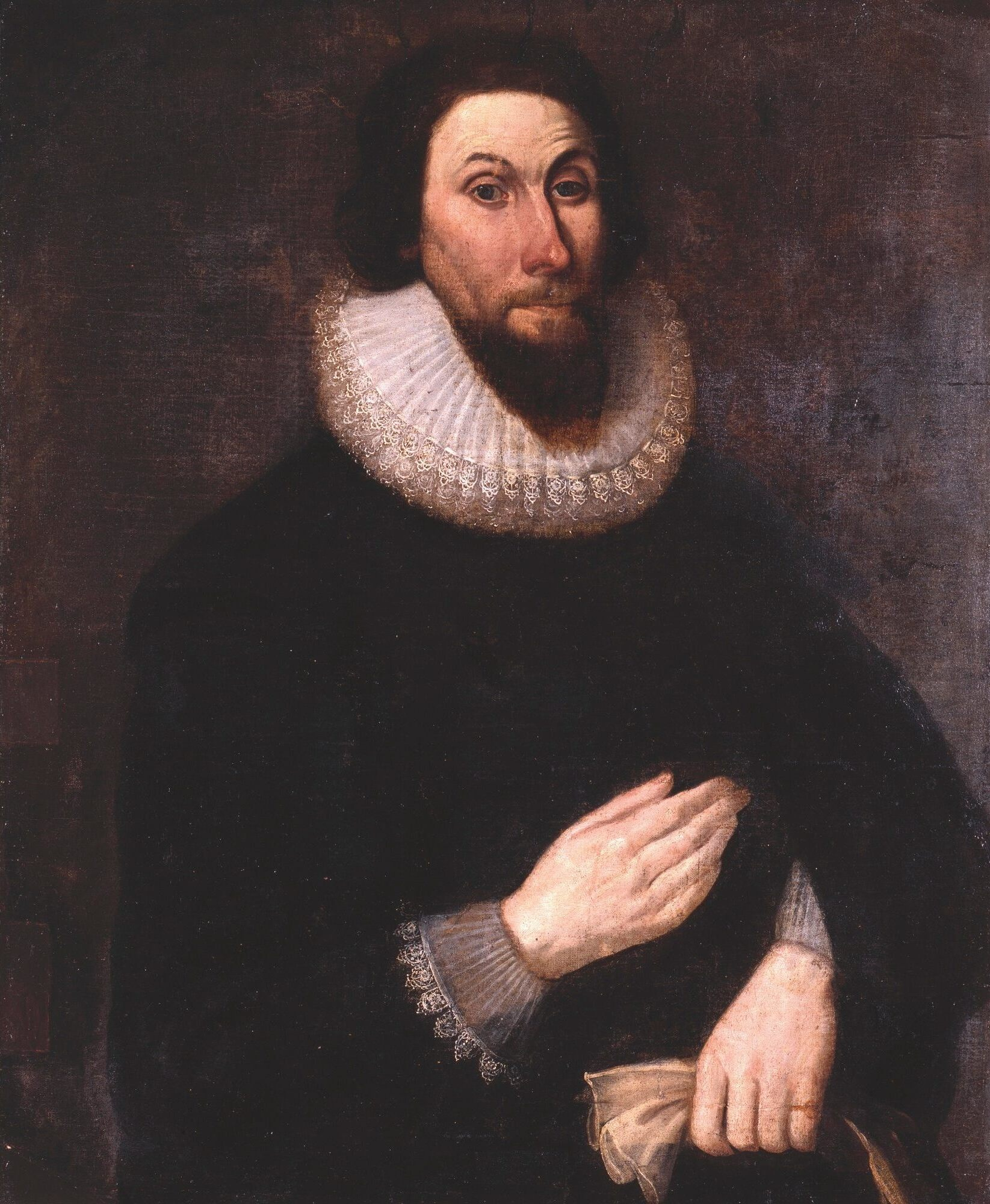
John Winthrop den äldre.

John Winthrop, född den 12 januari 1588 i Edwardstone, Suffolk, död den 26 mars 1649 i Boston, var guvernör i Massachusetts. Han var far till John Winthrop den yngre.
Winthrop var sonson till en rik klädesfabrikör i London, som förvärvat sig ett gods i Suffolk. Han studerade 1601–1605 i Cambridge, gifte sig vid 17 års ålder med en rik arvtagerska och vann anseende som god jurist. Som ivrig puritan vantrivdes Winthrop i Karl I:s England och lät därför av det handelskompani, som koloniserat Massachusetts, 1629 utse sig till denna kolonis guvernör. Han ledde en rätt stor utvandring av trosfränder från Suffolk och landsteg den 12 juni 1630 vid Salem i Massachusetts. Samma år grundlade han staden Boston. Winthrop var kolonins guvernör 1630–1634, 1637–1639, 1642–1644 och 1646–1649 samt ledde 1636 som viceguvernör oppositionen mot sir Henry Vane den yngre,som då var guvernör. Winthrop var som kolonins styresman klok och framsynt, lyckades på 1640-talet skydda den mot godtycklig inblandning från engelska parlamentets sida och hade stor andel i den federativa sammanslutningen mellan kolonierna i Nya England samt var 1643 dennas förste president. Hans för Massachusetts äldsta historia ovärderliga dagbok utgavs av James Savage (The history of New England from 1630 to 1649, 2 band, 1825–1826; ny upplaga av James Kendall Hosmer, 1908). Statyer över Winthrop har rests i Washington, D.C. Kapitolium och i Boston.